# 文姿云
文 姿云（ウェン・ツズユン、WEN TZU-YUN、1993年9月29日 - ）は、中華民国代表の女子組手55kg級の空手選手。

## 人物
台北市生まれ、故郷は台北市。 父と母、姉、兄、弟がいる六人家族。  

### 空手のキャリア
松濤館流。幼稚園5歳から空手を学び始め、小学校5年生のときに初段資格（黒帯）を取った。2014年、2018年にアジア大会では、金メダルの連覇を達成し、史上初の2連覇。 2015年、2017年、2018年のアジア大会でも三連覇を達成。2016年と2018年の世界空手道選手権大会で、30年ぶりに台湾チームは、銅メダルを獲得。 2017年4月に、初めて世界ランキング1位に上り詰めた。2020東京五輪の初出場で、銅メダルを獲得した。

## 好物
- カラー： ブルー
- キャラクター： ベイマックス、 ミニオンズ
- スポーツ：空手、水泳、卓球
- 食べ物：ラーメン、カレーライス、麻辣火鍋、アイスクリーム